# 宋家荘駅 (北京市)
宋家荘駅（そうかそうえき）は、中華人民共和国北京市豊台区に位置する北京地下鉄5号線と亦荘線、北京地下鉄10号線との駅である。駅番号は三路線いずれも公開されていない。

## 駅構造
相対式ホームホーム　島式ホーム　スペイン式ホーム11面7線の地下駅。

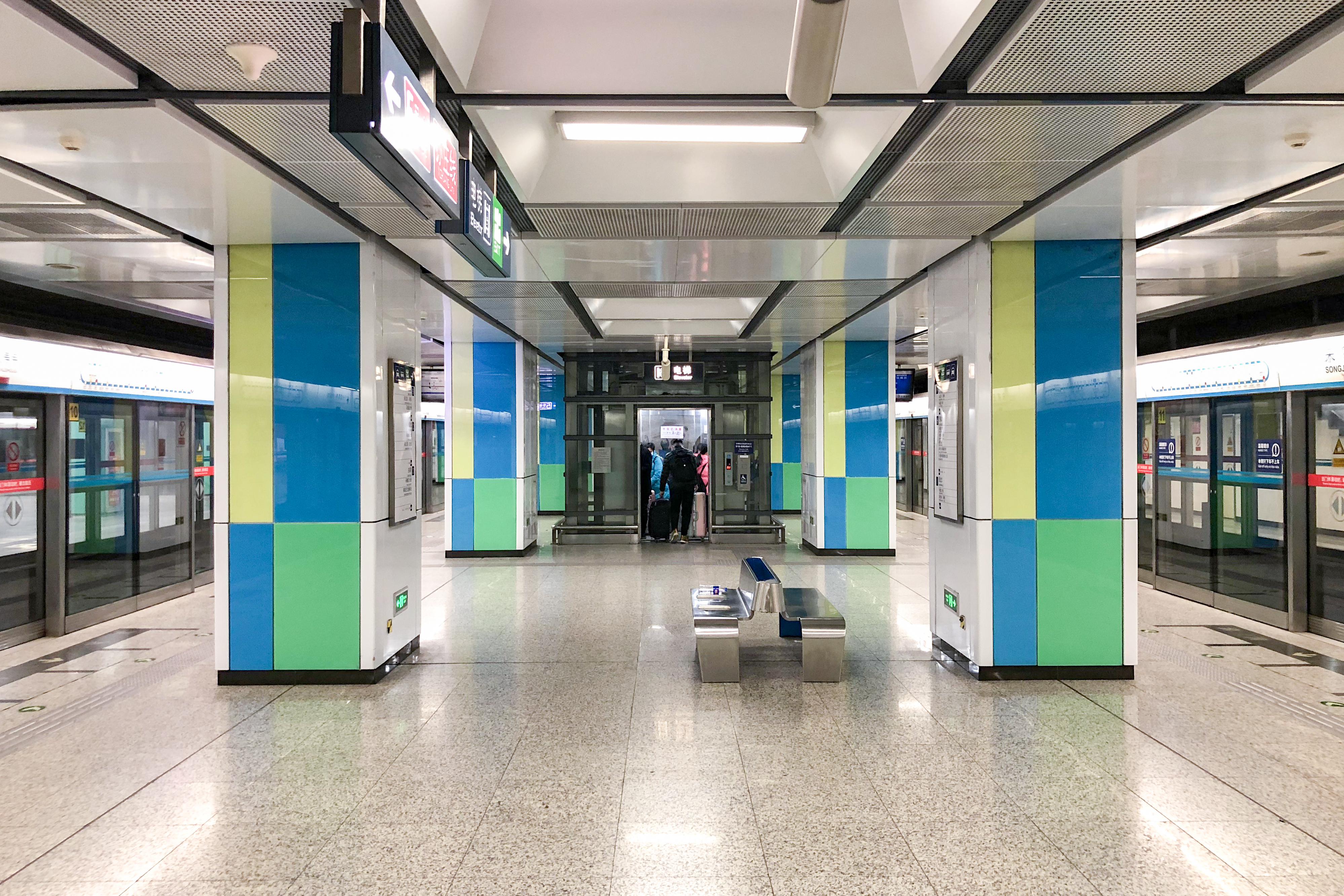
10号線駅ホーム（外回り）
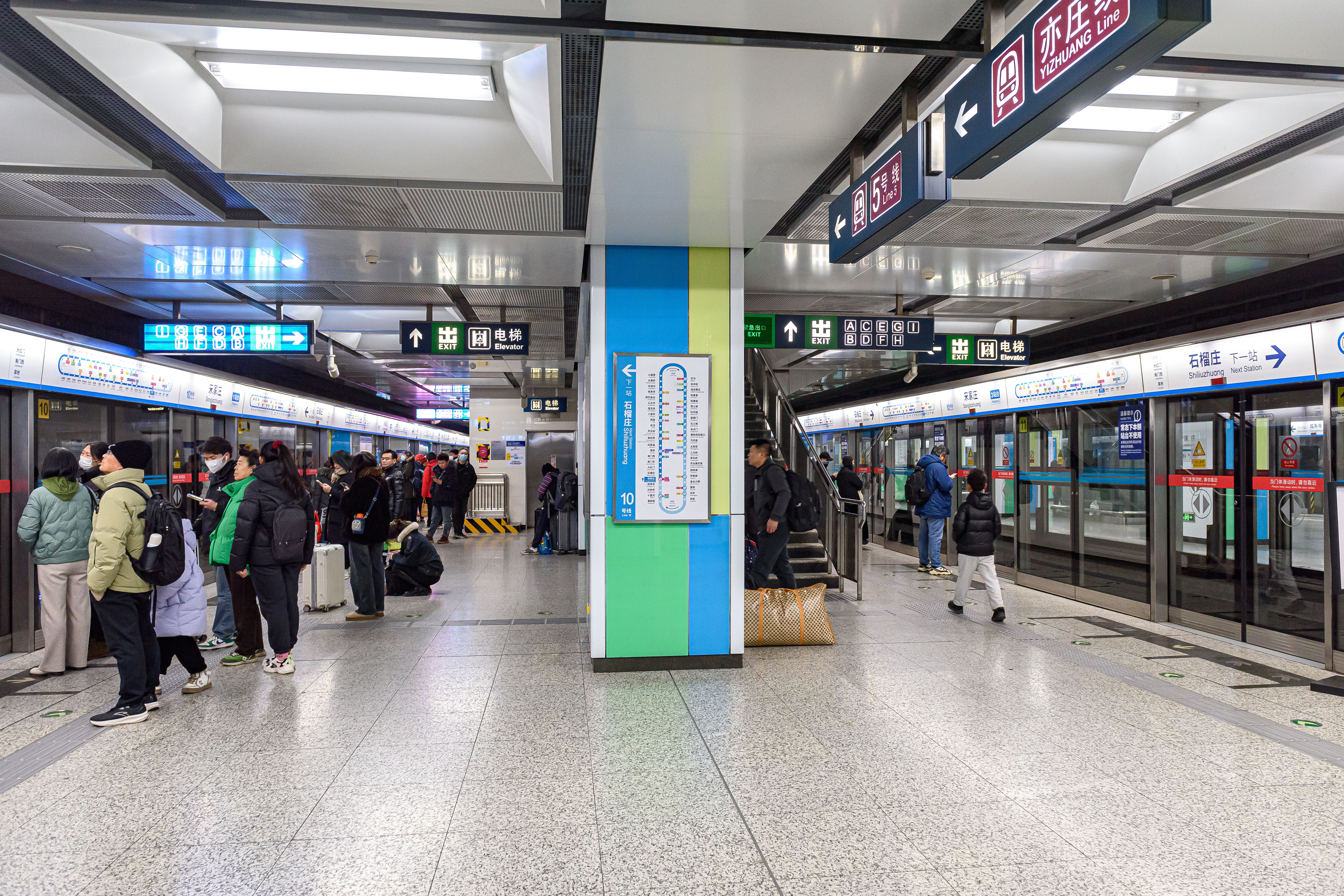
10号線駅ホーム（内回り）
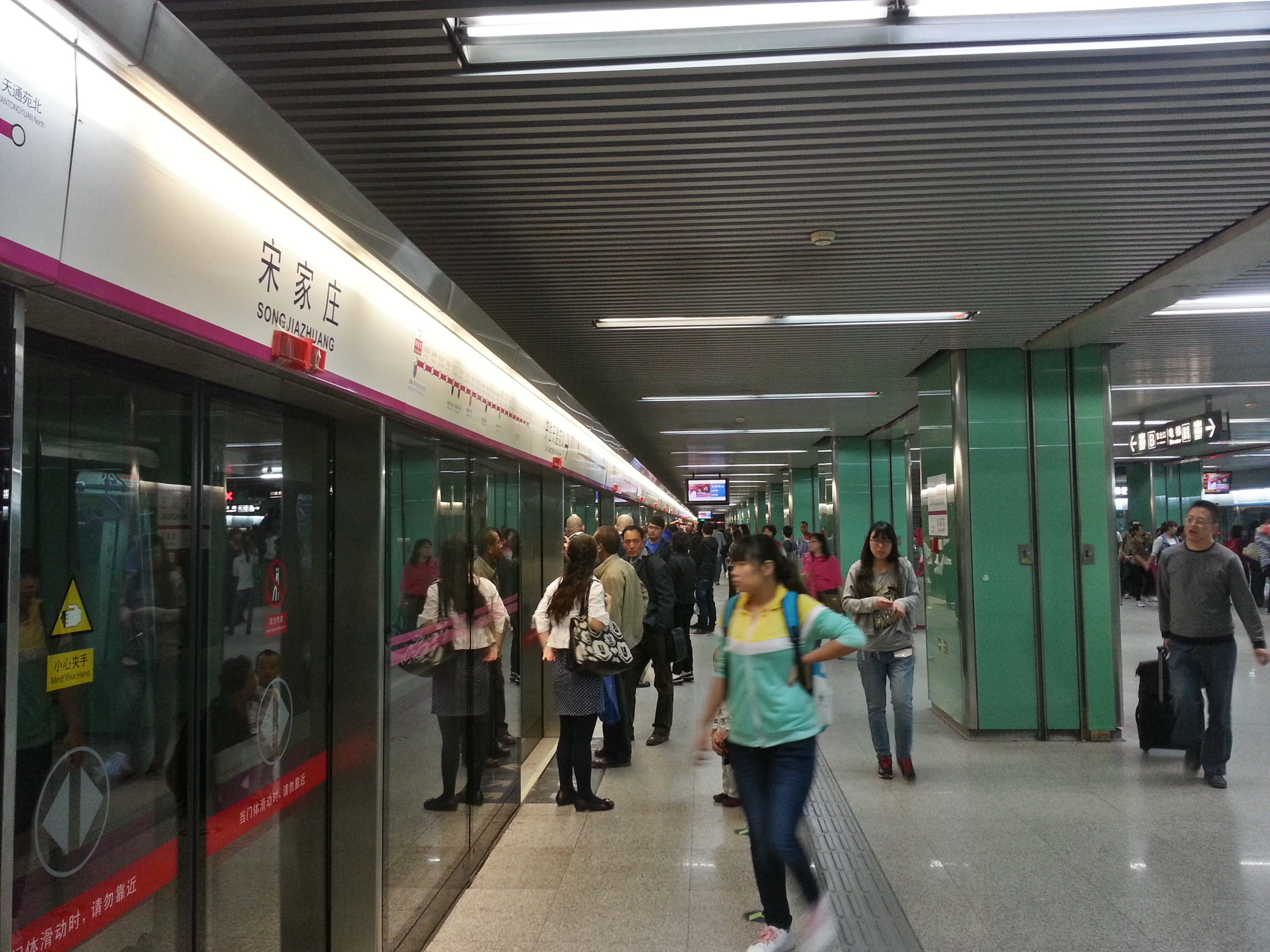
5号線島式ホーム
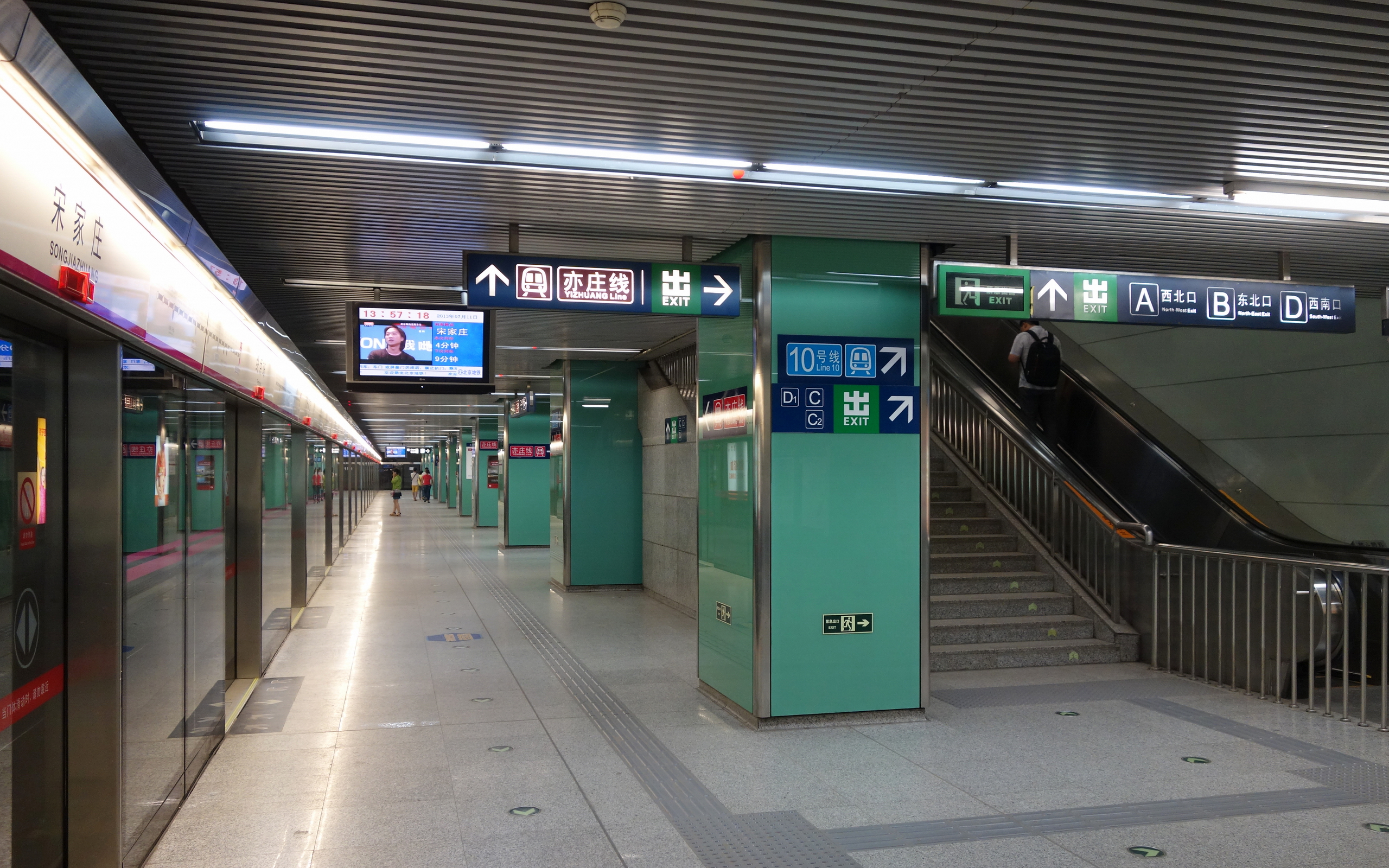
5号線終点相対式ホーム
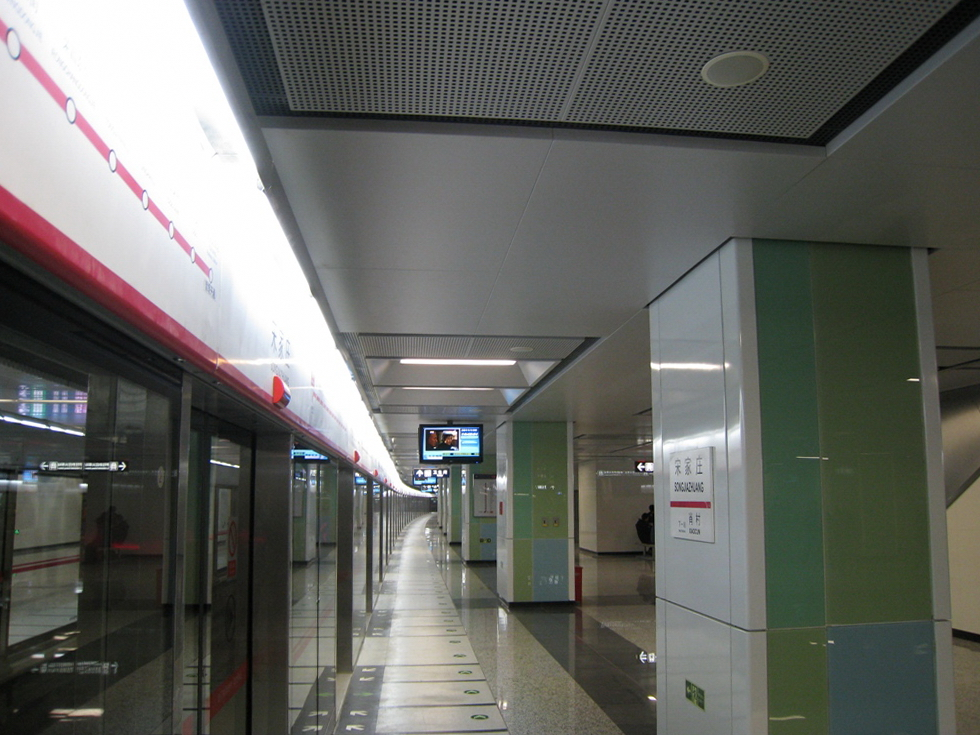
亦荘線駅カーブホーム

## 駅周辺
宋家荘交通結節点

## 歴史
- 2007年10月7日 - 5号線の開業に伴い、当駅が開業する。
- 2010年12月30日 - 亦荘線が開業し、当駅に乗り入れる。
- 2012年12月30日 - 10号線が開業し、当駅に乗り入れる。

## 隣の駅
北京地下鉄
■5号線
宋家荘駅 - 劉家窯駅
■亦荘線
宋家荘駅 - 肖村駅
■10号線
成寿寺駅 - 宋家荘駅 - 石榴荘駅
座標: 北緯39度50分40秒 東経116度25分20秒 / 北緯39.84443度 東経116.42225度